# Mama ist unmöglich
Mama ist unmöglich ist eine im Jahr 1997 gestartete deutsche Comedyserie des MDR. Der Ort der Handlung ist Meißen. Produziert wurde sie von der Provobis.

## Handlung
Victoria „Vicky“ Voss ist eine erfolgreiche Autorin von Kriminalromanen und -drehbüchern. Den Haushalt führt ihr „Old Henry“, der Vater ihres von ihr geschiedenen Ehemannes Dr. Edzard Voss, der von Beruf Zahnarzt ist. Der Wohnort der Familie ist in der ersten Staffel in Meißen am Elbufer 5. Vicky mischt sich ständig in das Leben ihrer Teenager-Töchter Caroline („Caro“) und Melanie („Milli“) ein, was oft zu Konflikten führt.
Die beiden Töchter gehen in das Franziskaneum-Gymnasium in Meißen. Die Familie hat auch einen Onkel namens Ludwig, der in São Paulo wohnt. Onkel Ludwig und Henry Voss sind Geschwister, die sich nicht so gut verstehen. Zur Familie gehört auch Hund Alfred.
Zur Serie gehören auch die Wawczineks, ein nebenan lebendes älteres Ehepaar. Die extrem einfältige Gundula Wawczinek zeichnet sich durch extreme Neugier aus, während sich ihr Ehemann Alfred meistens in der Garage aufhält, wo er an seinem Auto „Balthasar“ (ein Wolga M-21) bastelt und die Anwandlungen seiner Frau zu ignorieren versucht.
In der dritten Staffel kommt noch Konrad zur Familie Voss, der aus einer Problemfamilie stammt und unter Kleptomanie leidet. Nachdem er Vicky bestiehlt und dabei von ihr erwischt wird, beschließt sie, ihn als Pflegekind in ihrer Familie aufzunehmen.
Die Sendung endet fast immer damit, dass nach einer Äußerung die anwesenden Familienmitglieder, meist zur Mutter, sagen: „Du bist (mal wieder) unmöglich“.

## Charaktere
- Victoria „Vicky“ Voss (Staffel 1: Franziska Troegner, Staffeln 2–3: Angelika Milster) ist eine geschiedene, erfolgreiche Krimi-Autorin, die mit ihren Töchtern und ihrem Schwiegervater zusammenlebt. Sie macht ihren Beruf zwar leidenschaftlich, ist mit dem Haushalt aufgrund ihrer Faulheit und Tollpatschigkeit jedoch überfordert und außerdem eine sehr schlechte Köchin. Zudem hat sie eine Vorliebe für Süßigkeiten und anderes ungesundes Essen, insbesondere Stracciatella-Eis, und ist deshalb etwas übergewichtig, worauf sie jedoch nicht gerne angesprochen wird. Sie fährt erst einen roten Citroen 2CV, später einen blauen Suzuki Vitara.
- Caroline „Caro“ Voss (Folge 1–16: Anne-Sophie Briest, Folge 23–26: Dörte Freundt) ist die ältere Tochter. Sie zeigt die typischen Eigenschaften eines Teenagers und schwärmt für Popmusik, insbesondere für Michael Jackson. Sie ist Vegetarierin.
- Melanie „Milli“ Voss (Marie-Luise Schramm) ist die jüngere Tochter und fällt vor allem durch ihre freche, vorlaute Art auf, durch die sie vor allem mit ihrer Schwester immer wieder aneinandergerät. Dennoch ist sie im Grunde herzensgut, und auch in der Beziehung zu ihrer Schwester zeigt sich, dass die beiden sich trotz ihrer Konflikte im Grunde mögen.
- Henry Voss (Wolfgang Greese), oft „Old Henry“ genannt, ist Victorias Schwiegervater und versteht sich mit seiner Schwiegertochter wesentlich besser als mit seinem Sohn. Er ist ein ruhiger, vernünftiger, verständnisvoller Mensch und zudem wesentlich geschickter in der Haushaltsführung als Vicky, weshalb die Familie auf ihn angewiesen ist und ohne ihn schnell Chaos ausbricht.
- Dr. Edzard Voss (Lutz Herkenrath) ist Victorias Ex-Mann und Henrys Sohn. Er ist beruflich Zahnarzt und kümmert sich nicht gut um seine Familie (so weiß er in der 10. Folge „Happy Birthday Caroline!“ nicht, welche seiner Töchter gerade Geburtstag hat), weshalb insbesondere Victoria und Henry wenig Sympathien für ihn haben. Seine Töchter verstehen sich hingegen grundsätzlich gut mit ihm. Caro wünscht sich im Gegensatz zu Milli, dass er wieder bei ihnen einzieht.
- Gundula Wawczinek (Karin Gregorek) ist die Nachbarin der Familie Voss, die sich durch große Neugier auszeichnet und Victoria gerne ausspioniert, wenn sie etwas Merkwürdiges oder Verdächtiges entdeckt.
- Alfred Wawczinek (Eberhard Esche) ist Gundulas Ehemann, der weniger neugierig ist und meistens versucht, seiner pedantischen Frau aus dem Weg zu gehen. Er wirkt zudem oft etwas lethargisch und begriffsstutzig und versteht meistens nicht wirklich, was gerade los ist. Die Tatsache, dass er seinen Vornamen mit dem Namen des Hundes der Familie Voss teilt, sorgt oft für Verwechselungen und Missverständnisse seinerseits.

## Episoden

### Staffel 1
| Nr. (ges.) | Nr. (St.) | Originaltitel             | Erstausstrahlung D | Regie           | Drehbuch       |
| ---------- | --------- | ------------------------- | ------------------ | --------------- | -------------- |
| 1          | 1         | Aufstand im Supermarkt    | 8. Dez. 1997       | Dagmar Wittmers | Sibylle Durian |
| 2          | 2         | Hausfrau des Jahres       | 9. Dez. 1997       | Renate Kaye     | Sibylle Durian |
| 3          | 3         | Familientreffen           | 10. Dez. 1997      | Renate Kaye     | Sibylle Durian |
| 4          | 4         | Carolines Klausur         | 11. Dez. 1997      | Dagmar Wittmers | Sibylle Durian |
| 5          | 5         | Mama plus Mama            | 15. Dez. 1997      | Renate Kaye     | Sibylle Durian |
| 6          | 6         | Disco-Queen               | 16. Dez. 1997      | Renate Kaye     | Sibylle Durian |
| 7          | 7         | Mama ahoi!                | 17. Dez. 1997      | Renate Kaye     | Sibylle Durian |
| 8          | 8         | Erna kommt                | 18. Dez. 1997      | Renate Kaye     | Sibylle Durian |
| 9          | 9         | Mama geht über Leichen    | 22. Dez. 1997      | Dagmar Wittmers | Sibylle Durian |
| 10         | 10        | Happy birthday Caroline!  | 23. Dez. 1997      | Renate Kaye     | Sibylle Durian |
| 11         | 11        | Alles aus Liebe           | 24. Dez. 1997      | Renate Kaye     | Sibylle Durian |
| 12         | 12        | Mama ist nicht zu bremsen | 25. Dez. 1997      | Renate Kaye     | Sibylle Durian |
| 13         | 13        | (K)ein Fall für Mama      | 26. Dez. 1997      | Renate Kaye     | Sibylle Durian |

### Staffel 2
| Nr. (ges.) | Nr. (St.) | Originaltitel         | Erstausstrahlung D | Regie       | Drehbuch       |
| ---------- | --------- | --------------------- | ------------------ | ----------- | -------------- |
| 14         | 1         | Alle unter einem Dach | 10. Dez. 1998      | Renate Kaye | Sibylle Durian |
| 15         | 2         | Mama schöpft Verdacht | 11. Dez. 1998      | Renate Kaye | Sibylle Durian |
| 16         | 3         | Mama macht Theater    | 14. Dez. 1998      | Renate Kaye | Sibylle Durian |
| 17         | 4         | Ein Mann für Mama     | 15. Dez. 1998      | Renate Kaye | Sibylle Durian |
| 18         | 5         | Mama bleibt am Ball   | 16. Dez. 1998      | Renate Kaye | Sibylle Durian |
| 19         | 6         | Vorsicht Kamera!      | 17. Dez. 1998      | Renate Kaye | Sibylle Durian |

### Staffel 3
| Nr. (ges.) | Nr. (St.) | Originaltitel               | Erstausstrahlung D | Regie      | Drehbuch       |
| ---------- | --------- | --------------------------- | ------------------ | ---------- | -------------- |
| 20         | 1         | Supermam trifft Zorro       | 12. Nov. 1999      | Peter Hill | Sibylle Durian |
| 21         | 2         | Mamas Montagsmord           | 15. Nov. 1999      | Peter Hill | Sibylle Durian |
| 22         | 3         | Mama haut auf die Pauke     | 16. Nov. 1999      | Peter Hill | Sibylle Durian |
| 23         | 4         | Schöne Bescherung           | 17. Nov. 1999      | Peter Hill | Sibylle Durian |
| 24         | 5         | Der geheime Papa            | 18. Nov. 1999      | Peter Hill | Sibylle Durian |
| 25         | 6         | Mama fliegt auf Bäume       | 19. Nov. 1999      | Peter Hill | Sibylle Durian |
| 26         | 7         | Nix als Ärger mit der Liebe | 22. Nov. 1999      | Peter Hill | Sibylle Durian |

## Besetzung

### Hauptdarsteller
| Schauspieler                                 | Rollenname             | Einstieg | Ausstieg | Jahr(e)   | Bemerkung |
| -------------------------------------------- | ---------------------- | -------- | -------- | --------- | --- |
| Franziska Troegner 1. Darstellerin der Rolle | Viktoria „Vicky“ Voss  | Folge 1  | Folge 13 | 1997      | Mutter von Caro und Milli, Adoptivmutter von Konrad, Tochter von Elisabeth Voss, Schwiegertochter von Henry, Ex-Frau von Edzard |
| Angelika Milster 2. Darstellerin der Rolle   | Viktoria „Vicky“ Voss  | Folge 14 | Folge 26 | 1998–1999 | Mutter von Caro und Milli, Adoptivmutter von Konrad, Tochter von Elisabeth Voss, Schwiegertochter von Henry, Ex-Frau von Edzard |
| Wolfgang Greese                              | Henry Voss „Old Henry“ | Folge 1  | Folge 26 | 1997–1999 | Vater von Edzard, Opa von Caro und Milli, Schwiegervater von Vicky                                                              |
| Anne-Sophie Briest 1. Darstellerin der Rolle | Caroline „Caro“ Voss   | Folge 1  | Folge 16 | 1997–1998 | Tochter von Vicky und Edzard, Schwester von Milli, Adoptivschwester von Konrad, Enkelin von Elisabeth und Henry                 |
| Dörte Freundt 2. Darstellerin der Rolle      | Caroline „Caro“ Voss   | Folge 23 | Folge 26 | 1999      | Tochter von Vicky und Edzard, Schwester von Milli, Adoptivschwester von Konrad, Enkelin von Elisabeth und Henry                 |
| Marie-Luise Schramm                          | Melanie „Milli“ Voss   | Folge 1  | Folge 26 | 1997–1999 | Tochter von Vicky und Edzard, Schwester von Caro, Adoptivschwester von Konrad, Enkelin von Elisabeth und Henry                  |
| Eberhard Esche                               | Alfred Wawczinek       | Folge 1  | Folge 26 | 1997–1999 | Ehemann von Gundula |
| Karin Gregorek                               | Gundula Wawczinek      | Folge 1  | Folge 26 | 1997–1999 | Ehefrau von Alfred |
| Tobias Retzlaff                              | Konrad                 | Folge 20 | Folge 26 | 1999      | Adoptivsohn von Vicky, Adoptivbruder von Caro und Milli                                                                         |

### Nebendarsteller
Geordnet nach der Reihenfolge des Einstiegs
| Schauspieler        | Rollenname                                                      | Folgen             | Erstausstrahlung |
| ------------------- | --------------------------------------------------------------- | ------------------ | ---------------- |
| Josephine Schmidt   | Penelope                                                        | 1, 4, 6, 8, 10, 11 | 1997             |
| Anita Kupsch        | Uschi Möller                                                    | 2                  | 1997             |
| Lutz Herkenrath     | Dr. Edzard Voss, Viktorias Ex-Mann und Vater von Caro und Milli | 3, 10, 17          | 1997, 1998       |
| Jaecki Schwarz      | Polizeikommissar                                                | 3, 6, 13           | 1997             |
| Irm Hermann         | Frau Duft, Chemielehrerin von Caro                              | 4, 15              | 1997, 1998       |
| Elisabeth Wiedemann | Elisabeth Voss, Viktorias Mutter                                | 5, 22              | 1997, 1999       |
| Robert Stadlober    | Tobias, Freund von Milli                                        | 7, 11, 13          | 1997             |
| Fred Delmare        | Bestatter                                                       | 9                  | 1997             |
| Ursula Staack       | Tessa Voss, Viktorias Schwester                                 | 19, 23             | 1999             |

### Personelle Umbesetzung
Aufgrund eines häuslichen Unfalls, bei dem sich Franziska Troegner einen Knöchelbruch und Bänderriss kurz vor Drehbeginn der zweiten Staffel zuzog, konnte sie nicht an der weiteren Produktion teilnehmen. Daher wurde sie durch Angelika Milster ersetzt, wie Troegner in einem Interview 2011 erklärte.

## Ausstrahlung und Veröffentlichung
Die Serie wurde ab dem 8. Dezember 1997 zunächst im MDR ausgestrahlt und später auch im Kinderkanal und im Ersten Programm wiederholt. Am 14. August 2013 wurde die erste Staffel (Folgen 1–13) auf DVD veröffentlicht.